# Сегментация рынка
Сегментация рынка — процесс разбивки потребителей или потенциальных потребителей на рынке на различные группы (или сегменты), в рамках которых потребители имеют схожие или аналогичные запросы, удовлетворяемые определенным комплексом маркетинга. Критически важный аспект маркетинга, предназначенный для превращения различий между товарами в стоимостные различия, которые могут быть сохранены на протяжении всего жизненного цикла продукта.

## История
Историк бизнеса Ричард С. Тедлоу выделяет четыре этапа эволюции сегментации рынка:
- Фрагментация (до 1880-х годов): экономика характеризовалась небольшими региональными поставщиками, которые продавали товары на местном или региональном уровне.
- Унификация или массовый маркетинг (1880–1920-е годы). По мере совершенствования транспортных систем экономика становилась единой. Стандартизированные, фирменные товары были распространены на национальном уровне. Производители, как правило, настаивали на строгой стандартизации для достижения экономии от масштаба с целью проникновения на рынки на ранних этапах жизненного цикла продукта.
- Сегментация (1920–1980-е гг.): По мере увеличения размера рынка производители могли выпускать разные модели с разными показателями качества для удовлетворения потребностей различных демографических и психографических сегментов рынка. Это эпоха дифференциации рынка, основанная на демографических, социально-экономических и жизненных факторах.
- Гиперсегментация[2] (после 1980-х годов): сдвиг в сторону определения все более узких сегментов рынка. Технологические достижения, особенно в области цифровых коммуникаций, позволяют маркетологам общаться с отдельными потребителями или очень небольшими группами. Это иногда называют индивидуальным маркетингом.

Практика сегментации рынка появилась задолго до того, как маркетологи подумали об этом на теоретическом уровне. Археологические данные свидетельствуют о том, что торговцы бронзового века сегментировали торговые маршруты в соответствии с географическими контурами. Другие данные свидетельствуют о том, что практика современной сегментации рынка развивалась постепенно, начиная с 16-го века. Ритейлеры, работающие за пределами крупных мегаполисов, не могли позволить себе обслуживать исключительно один тип клиентов, однако ритейлерам нужно было найти способы отделить более состоятельную клиентуру от небогатой. Одним из простых приемов было открывать окно на улицу, с которой можно было бы обслуживать клиентов. Это позволило продавать товары простым людям, не заставляя их зайти внутрь. Другое решение, которое вошло в моду с конца шестнадцатого века, состояло в том, чтобы пригласить привилегированных покупателей в заднюю комнату магазина, где товары постоянно демонстрировались. Еще одна техника, появившаяся примерно в то же время, состояла в том, чтобы провести демонстрацию товаров в частном доме владельца магазина в интересах более состоятельных клиентов. Например, Сэмюэль Пепис в 1660 году описывает, как его пригласили в дом продавца для просмотра деревянного домкрата. Английские предприниматели восемнадцатого века, Джозайя Уэджвуд и Мэттью Болтон, устроили обширные демонстрации своих товаров в своих частных резиденциях или в арендованных залах, в которые были приглашены только высшие классы, в то время как Уэджвуд использовал команду странствующих продавцов, чтобы продавать товары массам.
Доказательства ранней маркетинговой сегментации также были отмечены в других странах Европы. Исследование немецкой книжной торговли обнаружило примеры дифференциации продуктов и сегментации рынка в 1820-х годах. С 1880-х годов немецкие производители игрушек производили модели жестяных игрушек для конкретных географических рынков; Лондонские омнибусы и машины скорой помощи, предназначенные для британского рынка; Французские почтовые фургоны для континентальной Европы и американские локомотивы, предназначенные для продажи в Америке. Такая деятельность предполагает, что основные формы сегментации рынка практикуются с 17-го века и, возможно, ранее.
Современная сегментация рынка возникла в первые десятилетия двадцатого века, когда маркетологи ответили на две насущные проблемы. Демографические данные и данные о закупках были доступны для групп, но редко для отдельных лиц, и, во-вторых, каналы рекламы и распространения были доступны для групп, но редко для отдельных потребителей. В период с 1902 по 1910 год Джордж Б. Уолдрон, работавший в рекламном агентстве Махина в США, использовал налоговые регистры, городские справочники и данные переписей, чтобы показать рекламодателям долю образованных и неграмотных потребителей, а также способность зарабатывать на разных профессиях. Это был пример простой сегментации рынка на очень раннем этапе. В 1924 году Пол Черингтон разработал типологию домашнего хозяйства «ABCD»; первый инструмент социально-демографической сегментации. К 1930-м годам исследователи рынка, такие как Эрнест Дихтер, осознали, что одной демографии недостаточно для объяснения различных маркетинговых моделей поведения, и начали изучать использование образа жизни, отношений, ценностей, убеждений и культуры для сегментирования рынков. Имея доступ только к данным на уровне группы, маркетологи подошли к задаче с тактической точки зрения. Таким образом, сегментация была по существу процессом, управляемым брендом.
Уэнделлу Р. Смиту обычно приписывают то, что он впервые ввел концепцию сегментации рынка в маркетинговую литературу в 1956 году, опубликовав свою статью «Дифференциация продукта и сегментация рынка как альтернативные маркетинговые стратегии». Ясно, что он наблюдал появление «многих примеров сегментации» и в некоторой степени видел это как «естественную силу» на рынке, которую «нельзя отрицать». 
До относительно недавнего времени большинство подходов к сегментации сохраняли тактическую перспективу в том смысле, что они учитывали немедленные краткосрочные решения. Однако с появлением цифровой связи и массового хранения данных у маркетологов появилась возможность задуматься о сегментации на уровне отдельного потребителя. В настоящее время доступны обширные данные для поддержки сегментации в очень узких группах или даже для одного клиента, что позволяет маркетологам разработать индивидуальное предложение по индивидуальной цене, которое можно распространять с помощью коммуникаций в режиме реального времени. Некоторые ученые утверждают, что фрагментация рынков сделала традиционные подходы к сегментации рынка менее полезными.

## Определение
Сегмент — группа покупателей, обладающая похожими потребностями, желаниями и возможностями. Разделение рынка на различные сегменты и их последующее изучение позволяет компаниям сконцентрировать своё внимание на наиболее перспективных, с точки зрения прибыльности, сегментах (то есть на целевых сегментах).
Сегмент рынка — группа реальных или потенциальных потребителей, которые, как ожидается, могут одинаково реагировать на определенный комплекс маркетинга.
Сегмента́ция (сегментирование) — разделение рынка на группы покупателей, обладающих схожими характеристиками, с целью изучения их реакции на тот или иной товар/услугу и выбора целевых сегментов рынка.

## Этапы сегментации
Процесс сегментации состоит из следующих этапов по М. Макдональду и Я. Данбару :
1. Создание картины рынка
2. Кто покупает? (профилирование потребителей)
3. Создание списков «Что, где, когда и как куплено»
4. Кто что покупает? (потребители и их покупки)
5. Почему это куплено? (потребности потребителей)
6. Формирование сегмента (объединение похожих потребителей)
7. Проверка сегмента
8. Критерии привлекательности
9. Взвешивание критериев
10. Параметры критериев
11. Оценка сегментов (расчёт привлекательности)

## Виды сегментации
Сегментация может быть произведена как на потребительском, так и на промышленном рынке (рынке организаций).
Сегментация потребительского рынка может быть произведена по нескольким признакам: географическому, демографическому, психографическому, поведенческому, при этом каждому из этих признаков присущи свои переменные. Иногда компании для получения всеобъемлющей информации о покупателях выделяют сегменты на основе совокупности признаков.
Сегментация по географическому признаку — разделение рынка на различные географические единицы (переменные): регион, область, район, размер города, плотность. После подобной сегментации компания должна решить, где её маркетинговые усилия будут наиболее эффективны.
В России сегментацию по географическому признаку можно провести следующим образом: регион — Сибирь, Урал; область — Ленинградская, Московская, Нижегородская; район — Коломенский, Воскресенский; размер города — с населением менее 5 тысяч человек, 5-20 тысяч, 20-50 тысяч и т.д; плотность — города, пригороды, сельская местность; климат — северный, южный.
Сегментация по демографическому признаку — разделение рынка в соответствии с такими переменными как: возраст, пол, размер семьи, жизненный цикл семьи, род занятий, уровень дохода, образование, национальность, вероисповедание. Сегментация по демографическому признаку наиболее часто используется компаниями в маркетинговых исследованиях, это объясняется тем, что реакции покупателей на тот или иной товар в наибольшей степени зависят именно от демографических переменных.
Ориентируясь на российскую действительность, при сегментировании по демографическому признаку можно выделить: возраст — моложе 6 лет, 6-11 лет, 12-19 лет и т.д; пол — мужской, женский; размер семьи — 1-2 человека, 3-4 человека, 5 человек и более; жизненный цикл семьи — меньше года, 1 год, 5 лет и более; уровень доходов (в месяц) — менее 5000 руб., 5000-10000 руб., 10000-15000 руб. и т.д; род занятий — менеджеры, рабочие, врачи, учителя; образование — начальное, среднее, высшее; национальность — русские, татары, евреи, украинцы; вероисповедание — христиане, мусульмане, иудеи, буддисты.
Сегментация по отношению к товару — выделение групп покупателей на основе их знаний, квалификаций как пользователей и их реакций на товар. Переменные подобного сегментирования: интенсивность потребления (малая, средняя, высокая), степень готовности к покупке (ничего не знает, знает кое-что, информирован, заинтересован), статус пользователя (непользователь, бывший пользователь, потенциальный пользователь) степень лояльности (отсутствует, средняя, сильная, абсолютная), полезность покупки (экономия, удобство, престиж).
Сегментация по стилю потребления — выделение групп покупателей на основе данных о потреблении связанных товаров, позволяющих наилучшим образом прогнозировать потребность в продвигаемом товаре и/или отклик на промоакции. Это возможно, поскольку шаблоны потребления определяются привычками, каждая из которых определяет потребление набора связанных товаров и услуг, в результате по потреблению одних товаров можно предсказывать потребность в других.
Сегментация по психографическому признаку — на основе ценностей, интересов, отношений, особенностей личности и образа жизни. См. Пример психографического сегментирования по Американской методике «VALS»
Надо признать, что маркетинговая теория не имеет точных ответов на вопрос связи конкретного товарного рынка и признаков сегментации. Выбор нужного признака происходит за счет интуиции и профессионального опыта маркетолога.
Сегментация в соответствии с операционным признаком — выделяет такие переменные как: технология (какие технологии заказчиков должны приняты ко вниманию); статус пользователя (какие потребители будут выбраны компанией — с низкой, средней или высокой степенью потребления); объем требуемых товаров/услуг (каких заказчиков стоит выбрать — предпочитающих большие или малые партии товаров).
Сегментации по закупочному признаку присущи следующие переменные: организация снабжения (как компания будет осуществлять закупки — централизованно или децентрализовано); структура власти (какой отдел — производственный, финансовый и т. д. является главным в принятии решений компании — заказчика); структура существующих взаимоотношений (с кем компании стоит строить взаимоотношения — с компаниями, с которыми установлены прочные связи или с наиболее перспективными компаниями без установившихся отношений); политика в области закупок (какие условия заказа — на основе лизинга, с заключением контракта и т. д. будут предпочтительнее для компании-поставщика); критерий закупки (фирмы, с какими требованиями — качество, цена, уровень обслуживания являются предпочтительными для компании-поставщика).
Сегментация по ситуационному признаку выделяет переменные: срочность (следует ли компании-поставщику обслуживать заказчиков, которым может понадобиться срочная и непредвиденная поставка); область применения (на использовании товаров по прямому назначению или на всех вариантах использования стоит сосредоточить внимание); размер заказа (большие или малые партии будут поставляться заказчикам).
Сегментация по личностному признаку выделяет переменные: сходство покупателя и продавца (следует ли компании обслужить только заказчиков, ценности которых приближены к ней самой); отношение к риску (какие потребители предпочтительнее — любящие рисковать или избегающие опасности); лояльность (следует ли обслуживать фирмы, которые проявляют высокую степень лояльности своим поставщикам).
Межрыночная сегментация — выявление группы потребителей, которые схожи по множеству характеристик, которые выходят за пределы географических границ.
Сегментация рынка организаций — в соответствии с рекомендациями Т. Бонома и Б. Шапиро чаще всего проводится по следующим признакам: демографическому, операционному, закупочному, ситуационному, личностному (особенности заказчика).

## Кластерный анализ
Кластерный анализ — один из «базовых» методов, используемый в мировой практике многомерной классификации. В отечественной и зарубежной литературе можно встретить и другие названия этого метода: «post hoc» метод, «cluster-based», метод таксономии, метод «К-сегментирования». Данный метод используется при условии неопределенности признаков сегментирования и сущности самих сегментов. Исследователь предварительно выбирает ряд интерактивных по отношению к респонденту (метод подразумевает проведение опроса) переменных и далее в зависимости от высказанного отношения к определенной группе переменных, респондентов относят к соответствующему сегменту. Метод кластерного анализа направлен на поиск признаков сегментирования с последующим отбором сегментов. Сегментация производится в отношении определенной фирмы, производящей товар, при этом предполагается, что существует потребительский рынок, структура которого не известна и не может быть определена «a priori» по задаваемым признакам.
Условия успешности реализации метода:
- Наличие у фирмы минимум 100 клиентов (покупателей или лиц, которым реализуется товар) в месяц.
- Возможность проведения опроса клиентов фирмы.
- Наличие специального программного обеспечения.[18]